# Delbert Mann
Delbert Martin Mann, Jr. (30. ledna 1920 Lawrence, Kansas – 11. listopadu 2007 Los Angeles, Kalifornie) byl americký divadelní a filmový režisér. Jeho nejslavnějším filmem je Na západní frontě klid (1979), který se natáčel v Čechách. Za režii snímku Marty (1955) získal Oscara. Často spolupracoval s hercem Ernestem Borgninem, který získal svého jediného Oscara právě za film Marty. Zemřel v roce 2007 ve věku 87 let na následky zápalu plic v losangeleské nemocnici. Za svůj přínos filmovému průmyslu má svou hvězdu na Chodníku slávy.